# Ragusa (Sicília)
Ragusa (ou Rausa, em língua siciliana) é uma comuna italiana da região da Sicília, província de Ragusa, com cerca de 68.346 (2001) habitantes. Estende-se por uma área de 442,37 km², tendo uma densidade populacional de 155 hab/km². Faz fronteira com Chiaramonte Gulfi, Comiso, Giarratana, Modica, Monterosso Almo, Rosolini (SR), Santa Croce Camerina, Scicli, Vittoria.

## Demografia
| Variação demográfica do município entre 1861 e 2011                               |
|                                                                                   |
| Fonte: Istituto Nazionale di Statistica (ISTAT) - Elaboração gráfica da Wikipedia |